# 피스톨 휩트
피스톨 휩트(Pistol Whipped)는 미국에서 제작된 로엘 르네 감독의 2008년 액션, 드라마, 스릴러 영화이다. 스티븐 시걸 등이 주연으로 출연하였고 알윈 쿠쉬너 등이 제작에 참여하였다.

## 출연

### 주연
- 스티븐 시걸
- 베니 맥키너니

### 조연
- 애쉴리 그린필드
- 존 P. 귈리노
- 안토니 코론
- 맷 샐링거
- 폴 칼데론
- 랜스 헨릭슨
- 마크 엘리어트 윌슨
- 리디아 조던
- 아서 J. 나스카렐라
- 오노 토루
- 르니 골즈베리
- 루 드보나
- 리 웡
- 웨스 스티븐스
- 패스트 앨리
- 블랜차드 라이언
- 더글러스 크로스비
- 팀 갈린
- 데이빗 보스턴
- 페르난도 치엔
- 셰릴 코센자
- 조 맨시니
- 코린 팰러모

## 제작진
- 공동제작: 빈 당
- 공동제작: 조 핼핀
- 라인프로듀서: 브렌트 모리스
- 협력프로듀서: 다니엘 조나단 웨이자이거
- 협력프로듀서: J.D. 제이크
- 미술: 숀 캐롤
- 세트: 다이아나 브렉맨
- 의상: 에덴 밀러
- 배역: 케리 바든
- 배역: 수잔 크로리
- 배역: 빌리 홉킨스